# Fritz Rudolf Kraus
Fritz Rudolf Kraus (* 21. März 1910 in Spremberg; † 19. Januar 1991 in Leiden, Niederlande) war ein deutscher Altorientalist.
Kraus, Sohn des aus Österreich stammenden konvertierten jüdischen Textilfabrikanten Siegfried Kraus (1870–1937) und einer protestantischen Mutter, studierte in München und Leipzig Vorderasiatische Altertumswissenschaften und wurde dort 1935 bei Benno Landsberger promoviert. Im Juni 1937 verließ er Deutschland, da ihm als Halbjuden berufliche Perspektiven durch die Nürnberger Rassengesetze verbaut waren. Er ging nach Istanbul, wo ihm der ebenfalls in die Türkei emigrierte Landsberger eine Stelle an der Sammlung der Keilschrifttafeln des Archäologischen Museums verschafft hatte. Er lehrte seit 1941 auch an der Universität Istanbul. 1949 wurde er außerordentlicher Professor für altsemitische Philologie und vorderasiatische Archäologie an der Universität Wien; hier nahm er auch die österreichische Staatsbürgerschaft an. Von 1953 bis zu seiner Emeritierung 1980 war er Professor für Assyriologie an der Universität Leiden. 
1960 wurde er zum Mitglied der Königlich Niederländischen Akademie der Wissenschaften (KNAW) gewählt.